# L'instrument financier pour l'environnement
Pour les articles homonymes, voir Life (homonymie).

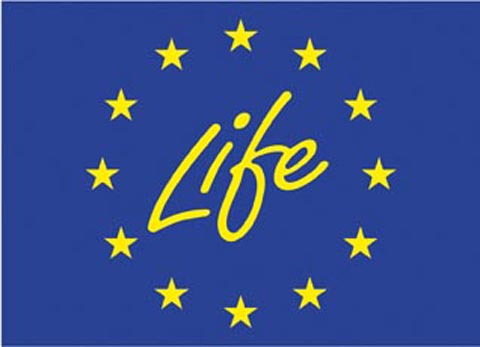
Logo du programme Life.

LIFE, acronyme de l'instrument financier pour l'environnement, est un fonds de l'Union européenne pour le financement de sa politique environnementale. Lancé en 1992, il avait co-financé 4 171 projets en 1995, contribuant pour environ 3,4 milliards d'euros à la protection de l'environnement et du climat, via trois volets :
1. LIFE-Nature : finance le réseau Natura 2000 de sites écologiques européens ainsi que d'autres actions de préservation et d'étude de la biodiversité en Europe ;
2. LIFE-Environnement : finance des actions innovantes dans le domaine de l'environnement, comme la dépollution des eaux, le traitement des déchets, etc. ;
3. LIFE-Pays Tiers : finance la mise en place dans les pays voisins de l'Union (essentiellement les pays méditerranéens et de la mer Baltique) des structures nécessaires à l'essor de la conservation de la nature.

## Organisation et fonctionnement
Chaque année, un appel à projets est publié au journal officiel de l'Union européenne. La démarche se veut ascendante, c’est-à-dire que ce sont les porteurs de projets qui doivent monter leur projet et venir faire la demande de financement auprès du fonds LIFE.

### LIFE-Nature
Ce volet fut développé presque spécifiquement pour le soutien financier à la mise en place des directives habitats et oiseaux, et du réseau Natura 2000. Les projets bénéficiant de ce volet devaient exclusivement concerner une zone spéciale de conservation, une zone de protection spéciale ou la conservation d'une espèce listée par l'une des deux directives susnommées.
Le volet LIFE-Nature a déjà permis de cofinancer de très nombreux projets dans toute l'Union. On parlera par exemple du programme Life-Tourbières de France, lancé en 1995, qui a réuni un budget de 2,6 millions d'euros pour promouvoir au niveau national l'étude et la conservation des tourbières, dont le nombre a diminué de moitié dans le pays depuis les années 1950. L'objectif était triple :
- enrayer la disparition des tourbières, notamment par des actions d'urgence de maîtrise foncière ;
- réaliser un guide technique de conservation des tourbières et favoriser la sensibilisation du public ;
- mettre en place une stratégie nationale de conservation des tourbières.

Ce projet a réuni de nombreux acteurs tels que les Agences de l'eau, les conseils régionaux et généraux, de nombreuses communes, le Groupe d'étude des tourbières.
En région wallonne (Belgique) deux projets similaires (LIFE Hautes Fagnes et LIFE Ardennes Liégeoises) ont été menés.
De nombreux projets transfrontaliers ont également été financés, comme le programme COEX d'amélioration de la coexistence avec les grands carnivores du Sud de l'Europe. Bénéficiant à la Croatie, la France, l'Italie, l'Espagne et la Grèce, le but du projet est d'améliorer la coexistence des deux grands carnivores sauvages de ces pays, l'ours brun et le loup, par des études sur les populations présentes et les dégâts effectifs qu'ils causent aux troupeaux, la sensibilisation, l'éducation et la concertation avec les populations humaines locales, et la mise en place de systèmes préventifs des dégâts (traditionnelles barrières, barbelés, surveillance des troupeaux, etc.).

### LIFE-Environnement
Ce volet a pour objectif de permettre l'innovation en environnement, le développement de technologies propres, la réhabilitation de sites pollués, le traitement des déchets, l'amélioration de l'environnement urbain, etc.
En 2003, le programme LIFE a participé au financement du projet PVTrain des chemins de fer italiens FS qui consistait à expérimenter l'utilisation de panneaux photovoltaïque sur le toit d'un train complet, locomotive et wagons pour rendre l'alimentation des accessoires, tout ce qui n'est pas puissance de traction, autonome via l'énergie solaire.
L'expérience s'est déroulée sur trois années, 2003 à 2005, avec des résultats concrets.
En 2014, le programme LIFE participe au financement à 50 % du projet LIFE - Tourbières du Jura qui vise à réhabiliter 60 tourbières réparties sur 16 sites Natura 2000 du massif du Jura. Ce projet s'étale sur 6 ans, touche 600 ha d’habitats pour un montant total de plus de 8 millions d'euros. Il comprend la neutralisation de fossés de drainage (16 km), la réhabilitation de cours d’eau (12 km), la régénération de zones d’extraction (7 ha) ou l’abattage de plantations de résineux (51 ha).

### LIFE-Pays Tiers

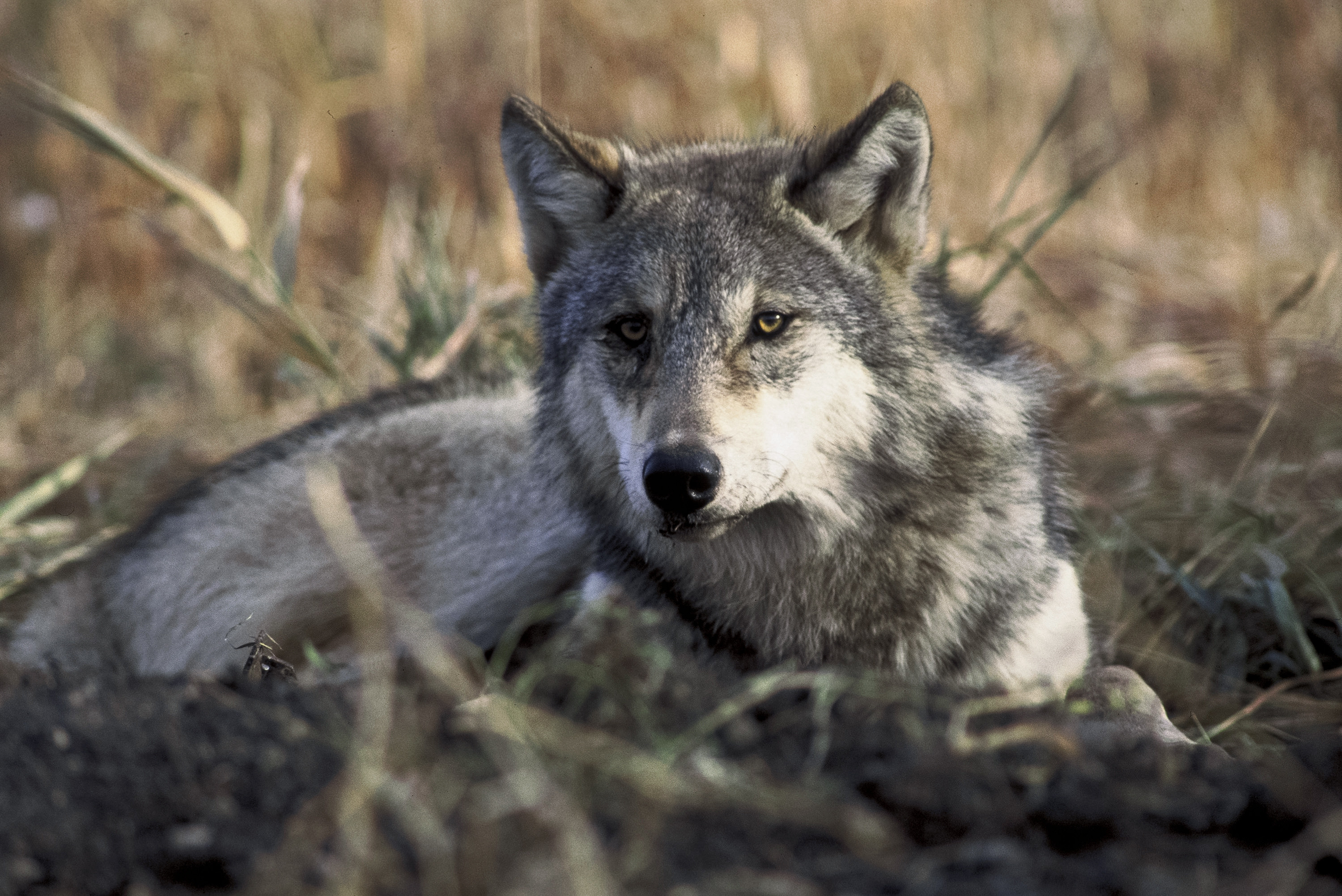
Un programme de gestion des loups en Croatie a été financé par LIFE-Pays Tiers.

L'objectif de ce volet est de promouvoir le développement des politiques pro-environnementales dans les pays éligibles (pays de la Méditerranée et de la mer Baltique et nouveaux pays membres). Les projets financés doivent apporter un bénéfice à l'Union européenne ainsi qu'aux pays tiers, promouvoir le développement durable et fournir des solutions aux problèmes environnementaux majeurs.
Par exemple récemment en Croatie a été financé un programme de conservation et gestion des loups en Croatie afin d'améliorer la formation des personnels chargés de la protection et de la gestion du loup (protégé dans ce pays depuis 1995), l'établissement de bureaux régionaux pour la protection de l'environnement, l'éducation et la sensibilisation des locaux, notamment des éleveurs.

## Historique
Le fonds européen LIFE s'inscrit dans la lignée des précédents programmes de financement de la politique environnemental de l'Union. Il succède ainsi à deux séries :
- ACE, pour Action communautaire pour l’environnement. Le fonds ACE I, de 1984 à 1984, a servi à financer des actions pro-environnementales, le développement de techniques de mesure de l'état de l'environnement européen, ainsi que la protection des espaces naturels et espèces grâce au soutien au financement des zones de protection spéciales de la directive Oiseaux de 1979. Le fonds ACE II s'est poursuivi jusqu'en 1991 et a apporté un nouveau volet sur le financement des actions de dépollution (le futur LIFE-Environnement) ;
- ACNAT, pour Action de la Communauté pour la NATure, qui n'a duré qu'un an, de 1991 à 1992, avait pour but de financer la directive oiseaux ainsi que la future mise en place de la toute nouvelle Directive Habitats de mai 1992. Le programme ACNAT fut vite remplacé par un fonds bien plus ambitieux et diversifié, LIFE.

LIFE a connu jusqu'ici trois phases :
- LIFE I de 1992 à 1995 qui a permis le financement de 731 projets ;
- LIFE II de 1996 à 1999, qui a achevé la mise en place des trois volets du programme (Nature, Environnement, Pays-Tiers) ;
- LIFE III de 2000 à 2004, prolongé jusqu'à fin 2006 pour coller avec les échéances des votes de budget européens.

2478 projets ont été financés par LIFE de 1992 à 2004 (876 pour LIFE-Nature, 1404 pour LIFE-Environnement, et 198 pour LIFE-Pays Tiers)

### L’avenir de LIFE
LIFE évolue progressivement, avec notamment une proposition faite au Conseil Européen, de voter le budget d'un programme LIFE + pour la période 2007-2013, avec un budget définitif venant d'être voté par le Conseil européen à 2,097 millions d'euros.
LIFE+ sera organisé en trois nouveaux volets :
- "Nature et biodiversité", qui continuera à financer le réseau Natura 2000 ;
- "Politique et gouvernance", qui fournira un soutien aux approches et méthodes novatrices pour les politiques, avec une attention particulière pour le changement climatique, l'environnement et la santé et la qualité de vie, ainsi que les ressources naturelles et les déchets ;
- "Information et communication" qui appuiera la diffusion des informations et la sensibilisation, et accompagnera les campagnes de communication, conférences, publications et formations en environnement.

Mi 2014, le bilan après sept ans, du programme Life+ est une aide totale de 2,14 milliards d’euros. 
Le programme 2014-2020 sera doté de 3,45 milliards d’euros de budget.

## Budget de LIFE
Au cours de ses différentes versions, le programme LIFE a bénéficié d'un budget de plus en plus important : 400 millions d'euros pour LIFE I, 450 millions pour LIFE II, puis 640 millions pour LIFE III, prolongé de 317 millions pour la période 2005-2006, soit 957 millions d'euros pour LIFE III.

## Microréserves
Le statut de microréserve a d'abord été développé vers 1990 pour les plantes menacées et rares, dans la région de Valence (Espagne), à l'instigation de Emilio Laguna ; et en tant que tel a été mis en pratique pour la première fois en 1994 dans le cadre du projet LIFE. À l'origine, il vise la protection de plantes sur des surfaces de moins de 20 ha. Il semble que le concept ait commencé à être appliqué aux espèces animales en 1998 (à vérifier). 
Il s'agit de territoires désignés pour la protection d'espèces particulièrement rares et de leurs habitats. De même que dans les territoires naturels spécialement protégés, sont prohibées certains actes qui peuvent menacer les espèces rares ou leurs habitats. Idéalement, les microréserves seraient suffisamment nombreuses pour constituer un réseau de protection. Elles sont complémentaires des zones de protection plus étendues. 
Les microréserves sont habituellement plus petites que les zones de protection spéciale ; leur surface est généralement de 0,1 à 20 ha, pouvant aller jusqu'à 200 ha pour les espèces aviaires. Des zones-tampons peuvent être établies, allant de 30 ha (pour des espèces telles que le Balbuzard pêcheur) jusqu'à 300 ha (par exemple pour le tétras). Les très petites surfaces trouvent leur utilité dans des cas particuliers comme la protection d'un nid de cigogne noire.
En 2007, il existait 1 340 microréserves totalisant une surface de 26 300 ha, avec 26 900 ha de zones-tampons. En 2011 on trouve 2 226 microréserves pour 37 550 ha au total. Ces surfaces représentent environ 2 % de toutes les aires protégées (à vérifier). Il semble que la majorité d'entre elles sont en Espagne et en Europe de l'Est.
Leur procédure d'établissement est moins compliquée et plus rapide que celle pour les zones de protection spéciale, permettant ainsi une réactivité plus efficace du processus de protection.

Dans les forêts de Lettonie (soit 52 % du territoire letton), c'est le Service d'État des Forêts (State Forest Service, ou SFS) qui établit les microréserves. La procédure y est la suivante :
- Suggestion, conclusion d'expert(s), encartage des limites proposées - ce dossier est soumis au SFS ;
- Le SFS étudie la proposition et envoie des informations aux municipalités et aux propriétaires concernés ;
- Le SFS prend une décision d'acceptation ou de rejet de la proposition.
- Noter que l'accord du propriétaire n'est pas nécessaire[13].

La désignation des microréserves est déterminée par la Loi sur la Protection des Espèces et Habitats, la Loi sur les Forêts, et autres régulations subordonnées. Les plus significatives d'entre celles-ci sont les Régulations de Cabinet no 45 du 2 février 2001 (règles concernant l'établissement, la protection et la gestion des microréserves), et les Régulations de Cabinet no 241 du 5 décembre 2000 (règles concernant la liste des types de biotope spécialement protégés). Parce que les microréserves sont établies pour la protection d'espèces particulièrement rares, l'information sur ces microréserves et les espèces qu'elles abritent est conservée dans les banques de données de l'Agence de l'environnement lettonne et n'est accessible qu'aux utilisateurs enregistrés. Toute information sur ces espèces et habitats ne peut être diffusée qu'avec la permission expresse de l'Agence de l'environnement lettonne.

## Compléments